# Turdoides reinwardtii
Turdoides reinwardtii là một loài chim trong họ Leiothrichidae.